# Anather
Anather (Anat-Har, Anat-her) talán az ókori egyiptomi XVI. dinasztia első uralkodója volt, aki Alsó-Egyiptom egy részét uralta a XV. dinasztia hükszosz királyainak egyik vazallusaként. Kim Ryholt és Darrell Baker azonban ezt vitatja; ők úgy tartják, Anather kánaáni uralkodó volt az egyiptomi XII. dinasztiával egyidőben. Ismét mások, például Nicholas Geoffrey Lempriere Hammond szerint a XV. dinasztia egyik hercege volt. Nevének jelentése „Anat elégedett”; egy ókori sémi istennőre utal, ami azt mutatja, Anather kánaáni származású volt.

## Említései
Anathert két szkarabeuszon említik, az egyik zsírkőből készült és talán a Nílus-deltában lévő Bubasztiszból származik. Anathert nem említi a torinói királylista, ami a legjelentősebb történelmi forrás a II. átmeneti kor uralkodóit illetően.

## Rangja
A pecséteken Anather a heka haszut, azaz „az idegen földek uralkodója” címet viseli (melyből a „hükszosz” szó ered); ezt a címet az első hükszosz királyok viselték. Ennek megfelelően Jürgen von Beckerath elmélete szerint Anather a XVI. dinasztia tagja és a XV. dinasztiabeli hükszosz királyok vazallusa volt. Azt azonban, hogy a XVI. dinasztia hükszosz vazallus lett volna, több egyiptológus – köztük Ryholt, Darrell Baker és Janine Bourriau – is vitatják, és úgy tartják, ez a dinasztia független thébai uralkodókból állt, i. e. 1650–1580 között.
Mivel Anather neve nem szerepel kártusban a pecséteken, nincs rá bizonyíték, hogy királyként uralkodott. Ezért N. G. L. Hammond felvetette, hogy talán csak egy hükszosz herceg volt, az avariszi XV. dinasztia fennhatósága alatt. A kártus hiányát Ryholt is úgy értelmezi, hogy Anather sosem uralkodott Alsó-Egyiptom királyaként, emellett rámutat, hogy pecsétjeinek stílusa tipikusan a XII. dinasztia végén készültekére jellemző, így Anather kánaáni törzsfő lehetett a XII. dinasztiával egyidőben, és kereskedelmi kapcsolatban állhatott Egyiptommal. Ryholt szerint a heka haszut cím, amely alapján a XV. dinasztia idejére datálják, előfordul a XII. és a XIV. dinasztia korában készült pecséteken is, ezért nem használható arra, hogy pontosan datáljuk, mikor élt Anather.

## Fordítás
- Ez a szócikk részben vagy egészben  az   Anat-her című angol Wikipédia-szócikk ezen változatának fordításán alapul.  Az eredeti cikk szerkesztőit annak laptörténete sorolja fel. Ez a jelzés csupán a megfogalmazás eredetét és a szerzői jogokat jelzi, nem szolgál a cikkben szereplő információk forrásmegjelöléseként.